# حركة وفاء (تونس)
حركة وفاء هي حزب تونسي تأسس في 25 جويلية 2012 اثر انشقاق عبد الرؤوف العيادي ومجموعة من نواب المجلس الوطني التأسيسي عن المؤتمر من أجل الجمهورية. تقدم وفاء نفسها أنها «حركة سياسية وطنية ذات رسالة حضارية تستلهم أهدافها من ثورة 17 ديسمبر - 14 جانفي 2011 فيولة المستقلة واستكمال مهام التحرر الوطني سياسيا واقتصاديا وإقامة النظام الجمهوري بمؤسساته الديمقراطية وتوفير شروط المواطنة بما تقتضيه من حقوق وواجبات».
اندماج حزبي حركة وفاء والحركة الوطنية للعدالة والتنمية:
تم يوم السبت 04 جويلية 2015 الإعلان رسميا عن انصهار حزب حركة وفاء وحزب الحركة الوطنية للعدالة والتنمية (المؤسس في 02 مارس 2011) وذلك خلال مؤتمر تأسيسي موحد انطلق بالعاصمة تونس تحت شعار «أوفياء». يأتي هذا الانصهار في إطار تكوين حزب جديد يوحد جهود العائلة الديمقراطية ومعبرا عن اهتمام الحركتين في مواصلة النضال من أجل إنجاح الثورة التونسية وتحقيق أهدافها. كما أن فكرة الاندماج بين الحركتين انطلقت من خلال حوارات ونقاشات معمقة جمعت عديد الاحزاب منذ شهر ديسمبر 2014 عقب الانتخابات التشريعية والرئاسية، وفي سياق توحيد جهود المكونات السياسية المؤمنة بثورة 17 ديسمبر 2010 والباحثة عن تحالفات جديدة مع أطراف تجمعها نفس المبادئ وحاملة لنفس الاهداف وتجمع بينها وجهات نظر متقاربة. الحزب الجديد هو بمثابة امتداد لحركة التحرر الوطني ومساهم في التصدي إلى التجاوزات والمؤامرات التي تواجه تونس.
بعد الانتهاء من أشغال المؤتمر الذي تواصل إلى غاية يوم الأحد 05 جويلية 2015، وبعد انعقاد أول اجتماع للمكتب السياسي المنتخب يوم 06 جويلية 2015، تقرر المحافظة على اسم حركة وفاء للحزبين المنصهرين. كما وقع انتخاب السيد عبد الرؤوف العيادي رئيسا للحركة الموحدة والسيد مراد الرويسي نائب رئيس الحركة.

## برنامجها
- بناء المجال السياسي الوطني.
- المساهمة من منطلق هويتنا الحضارية العربية الإسلامية في الإنتاج المعرفي والعلمي والمادي.
- وضع برامج عملية وإجرائية لتجسيم أهداف الثورة وتحصينها من محاولات الاختراق الفكري.
- جمع القوى الوطنية حول أهداف وخيارات واضحة معتمدةً نهج التشريك وتوليف القوى.
- النضال من أجل العدالة الاجتماعية بما يعيد التوازن للتنمية الجهوية ويحفظ حقوق الفئات المحرومة
- ابتداع نمط عيش يكون بديلا ً للنمط الاستهلاكي السائد وإعادة الاعتبار للقيم والأخلاق.

## روابط خارجية
- موقع الحركة على الويب